# Dicranella ponapensis
Dicranella ponapensis là một loài rêu trong họ Dicranaceae. Loài này được Sakurai mô tả khoa học đầu tiên năm 1943.